# مجتمع بلا مدارس
مجتمع بلا مدارس هو كتاب صدر عام 1971 بقلم الكاهن النمساوي إيڤان إيليتش والذي ينتقد دور وممارسة التعليم في العالم الحديث.